# Szentesy Vilma
Szentesy Vilma (Nagyvárad, 1854. augusztus 20. – Budapest, 1927. március 18.) operett- és népszínmű-primadonna.

## Pályafutása
Szülei Szentesy Dániel és Papp Julianna. Aradon, az új színháznál kezdte a pályát 1874-ben mint énekesnő. Bár egy tífuszbetegségből kifolyólag megsüketült, tehetségével, gyönyörű hangjával mégis a vidéki színészet legünnepeltebb primadonnái közé emelkedett, s szépségéről is híres volt. 1874–75-ben Sztupa Andor társulatánál lépett fel, fél év múlva Krecsányi Ignác szerződtette. Megfordultak Miskolcon, Egerben, Szentesen. 1878. január 21-én Szabadkán a Szent Teréz-templomban házasságot kötött Rónaszéki Gusztávval, az esküvői tanúk Breznay Géza és Krecsányi Ignác voltak. A továbbiakban Rónaszékyné néven lépett fel. 
Egyéb társulattal fellépett Szegeden, Kassán, Szabadkán és Kolozsvárott, ahol 1887 augusztusában férjhez ment Tauffer Endre földbirtokoshoz, miután első férjétől, Rónaszéki Gusztávtól elvált. 1888 szeptemberében visszavonult, de már 1890 áprilisában újra visszatért és Debrecenbe szerződött. 1892 augusztus havában a Budai Színkörben működött, majd 1899-ig nem lépett színpadra. Ettől az évtől Leszkay Andrásnál játszott az aradi társulatban, ekkor már Bizza Károly feleségeként, majd 1901 őszén Szendrey Mihályhoz szerződött. Őnála szerepelt egészen 1913. július 1-én történt nyugdíjazásáig.
Ezután Szentendrén telepedett le, majd 1924 májusában a budapesti Erzsébet szegényház ápoltjai közé vétette fel magát, ott is hunyt el mint Prósz Lipót özvegye.

## Fontosabb szerepei
- Manola (Lecocq: Nap és Hold)
- Szilaj Kata (Lukácsy: Vereshajú)
- Parthené herceg (Lecocq: a kis herceg)
- Lizbet (Planquette: Rip van Winkle)

## Működési adatai
- 1875: Máramarossziget
- 1876: Miskolc
- 1877: Szabadka
- 1879: Szeged
- 1880: Máramarossziget
- 1880–84: Arad, Szabadka
- 1884–87: Kolozsvár
- 1887: Kassa
- 1888–89: Szeged
- 1890: Székesfehérvár
- 1891: Szeged
- 1892: Veszpréminé, Budai Színkör
- 1899–1901: Arad
- 1901–13: Szendrey Mihály.